# Diocesi di Megalopoli di Proconsolare
La diocesi di Megalopoli di Proconsolare (in latino Dioecesis Megalopolitana in Proconsulari) è una sede soppressa e sede titolare della Chiesa cattolica.

## Storia
Megalopoli di Proconsolare, identificabile con le rovine nei pressi di Mohamedia (governatorato di Ben Arous) nell'odierna Tunisia, è un'antica sede episcopale della provincia romana dell'Africa Proconsolare, suffraganea dell'arcidiocesi di Cartagine.
Sono cinque i vescovi documentati di Megalopoli. Il vescovo cattolico Romano intervenne alla conferenza di Cartagine del 411, che vide riuniti assieme i vescovi cattolici e donatisti dell'Africa romana; in quell'occasione la sede non aveva vescovi donatisti. Negli scavi di Mohammedia è stato scoperto l'epitaffio del vescovo Romano, accompagnato dai nomi di altri due vescovi, che probabilmente furono i suoi successori, Rustico e Esizioso. Coronio intervenne al sinodo riunito a Cartagine dal re vandalo Unerico nel 484, in seguito al quale venne esiliato in Corsica. Reparato assistette al concilio antimonotelita del 646.
Dal 1933 Megalopoli di Proconsolare è annoverata tra le sedi vescovili titolari della Chiesa cattolica; dal 15 giugno 2013 il vescovo titolare è Pierre Nguyễn Văn Viên, vescovo ausiliare di Vinh.

## Cronotassi

### Vescovi
- Romano † (menzionato nel 411)
- Rustico † (?)
- Esizioso † (?)
- Coronio † (menzionato nel 484)
- Reparato † (menzionato nel 646)

### Vescovi titolari
- Ernesto Álvarez Álvarez, S.D.B. † (1º dicembre 1967 - 1º maggio 1970 nominato arcivescovo coadiutore di Cuenca)
- Germán Schmitz Sauerborn, M.S.C. † (17 agosto 1970 - 28 novembre 1990 deceduto)
- Augusto José Zini Filho † (13 luglio 1994 - 22 gennaio 2003 nominato vescovo di Limeira)
- Dimas Lara Barbosa (11 giugno 2003 - 4 maggio 2011 nominato arcivescovo di Campo Grande)
- Pierre Nguyễn Văn Viên, dal 15 giugno 2013